# Poecilarctia rubricosta
Poecilarctia rubricosta là một loài bướm đêm thuộc phân họ Arctiinae, họ Erebidae.